# Nikolai Alexejewitsch Monow
Nikolai Alexejewitsch Monow (russisch Николай Алексеевич Монов; * 17. Januar 1972) ist ein Ringer, der für Russland und für die Republik Moldau startete. Er wurde 1997 Europameister und Vize-Weltmeister im griechisch-römischen Stil im Federgewicht.

## Werdegang
Nikolai Monow begann als Jugendlicher 1985 mit dem Ringen. Als junger Mann trat er in die Rote Armee ein, war in Rostow am Don stationiert und wurde Mitglied des dortigen Armee-Sportclubs. Trainiert wurde er hauptsächlich von Sergei Bulatow. Er rang nur im griechisch-römischen Stil  und startete bei einer Größe von 1,70 Metern immer im Federgewicht. Im Juniorenalter konnte er sich noch nicht besonders hervortun. Erst im Alter von 24 Jahren begann seine internationale Laufbahn, als er im Jahre 1996 beim Welt-Cup in Colorado Springs eingesetzt wurde und dort hinter Kevin Bracken aus den Vereinigten Staaten, aber noch vor Juan Luis Marén aus Kube einen guten 2. Platz belegte.
Im Jahre 1997 änderte sich für Nikolai Monow die Situation durch den frühen Tod des vielfachen Weltmeisters Sergei Martynow schlagartig. Er war plötzlich die Nr. 1 der Federgewichtler in der russischen Nationalmannschaft und wurde im Mai 1997 gleich bei der Europameisterschaft in Kouvola/Finnland eingesetzt. Dort schaffte er auf Anhieb mit Siegen über Ari Pekka Härkänen, Finnland, Leonhard Ionel Frincu, Rumänien, Jerzy Szeibinger, Polen, Matyas Megyes, Ungarn und Şeref Eroğlu, Türkei, den Titelgewinn. Auch bei der Weltmeisterschaft 1997 in Wrocław konnte er überzeugen. Er besiegte dort Mchitar Manukjan, Kasachstan, Mikael Lindgren, Finnland und Juan Luis Marén und stand dann im Finale wieder Şeref Eroğlu gegenüber. Şeref Eroğlu konnte dabei das Ergebnis von der Europameisterschaft umdrehen und nach punkten gewinnen (3:0). Nikolai Monow wurde damit Vize-Weltmeister.
1998 gewann Nikolai Monow bei der Europameisterschaft in Minsk im Federgewicht über Akaki Chochua, Georgien, Mikael Lindgren und Jerzy Szeibinger, verlor aber im Finale wieder gegen Seref Eroglu. Bei der Weltmeisterschaft dieses Jahres in Gaevle/Schweden kam er zu Siegen über Yi Shanjan, China und Leonhard Ionel Frincu, dann verlor er gegen Choi Sang-sun, Südkorea, besiegte anschließend den Olympiasieger von 1996 Włodzimierz Zawadzki aus Polen, Akaki Chochua und Peter Ronai aus Ungarn. Dem damals gültigen komplizierten Reglement entsprechend musste er dann im Kampf um eine WM-Bronzemedaille noch einmal gegen Choi Sang-sun antreten, gegen den er knapp nach Kampfrichterentscheid bei Punktegleichstand von 2:2 wieder unterlag und damit mit dem undankbaren 4. Platz zufrieden sein musste.
1999 wurde er nur bei der Weltmeisterschaft in Athen eingesetzt. Dort siegte er über Dovletberdy Mamedow, Turkmenistan, Peter Ronai und Zakaria Al-Nashi, Syrien. Dann verlor er gegen Şeref Eroğlu und diese Niederlage bewirkte, dass er ausschied und nur den 11. Platz belegte.
Im Jahre 2000 siegte Nikolai Monow bei den Olympia-Qualifikations-Turnieren in Faenza und in Taschkent und trug damit ganz wesentlich dazu bei, dass Russland in seiner Gewichtsklasse einen Startplatz bei den Olympischen Spielen in Sydney erhielt. Bei der folgenden internen russischen Ausscheidung für die Olympiamannschaft unterlag er aber gegen Warteres Samurgaschew, der deshalb in Sydney an den Start geschickt wurde und dort auch Olympiasieger wurde.
Im Jahre 2001 belegte Nikolai Monow beim Welt-Cup in Levallois im Federgewicht einen 3. Platz hinter Şeref Eroğlu und Kevin Bracken. Zu weiteren Einsätzen für Russland bei internationalen Meisterschaften kam er danach nicht mehr.
Im Jahre 2004 versuchte er dann sich, für die Republik Moldau startend, für die Olympischen Spiele in Athen zu qualifizieren. Dies gelang ihm bei den Qualifikations-Turnieren in Novi Sad und in Taschkent aber nicht.

## Internationale Erfolge
| Jahr | Platz | Wettbewerb                           | Gewichtsklasse | Ergebnisse |
| 1993 | 3.    | Baltic-Sea-Games in Tallinn          | Feder          | hinter Waleri Nikitin, Estland und Petteri Meskanen, Finnland |
| 1996 | 2.    | Welt-Cup in Colorado Springs         | Feder          | hinter Kevin Bracken, USA, vor Juan Luis Marén, Kuba und James Gruenwald, USA |
| 1996 | 3.    | Vantaa-Cup                           | Feder          | hinter Kim Sun-hong, Südkorea und Rustem Mambetow, Russland |
| 1997 | 1.    | EM in Kouvola/Finnland               | Feder          | nach Siegen über Ari Pekka Härkänen, Finnland, Leonhard Ionel Frincu, Rumänien, Jerzy Szeibinger, Polen, Matyas Megyes, Ungarn und Şeref Eroğlu, Türkei                                                                                        |
| 1997 | 2.    | WM in Wrocław                        | Feder          | nach Siegen über Mchitar Manukjan, Kasachstan, Mikael Lindgren, Finnland, Juan Luis Marén und Niederlage gegen Seref Eroglu |
| 1997 | 2.    | Militär-WM in Rom                    | Feder          | hinter Bunyamin Emik, Türkei, vor Asleddin Chudaiberdijew, Usbekistan |
| 1997 | 2.    | Welt-Cup in Teheran                  | Feder          | hinter Chavoschoglu, Türkei, vor Park Jung-shin, Südkorea und Ahad Pazaj, Iran |
| 1998 | 2.    | EM in Minsk                          | Feder          | nach Siegen über Akaki Chuchua, Georgien, Mikael Lindgren und Jerzy Szeibinger und Niederlage gegen Şeref Eroğlu |
| 1998 | 4.    | WM in Gaevle                         | Feder          | nach Siegen über Yi Shanjan, China und Leonhard Ionel Frincu, einer Niederlage gegen Choi Sang-sun, Südkorea, Siegen über Wlodzimierz Zawadzki, Polen, Akaki Chochua und Peter Ronai, Ungarn und einer weiteren Niederlage gegen Choi Sang-sun |
| 1999 | 11.   | WM in Athen                          | Feder          | nach Siegen über Dovletberdy Mamedow, Turkmenistan, Peter Ronai und Zakaria Al-Nashid, Syrien und einer Niederlage gegen Şeref Eroğlu |
| 2000 | 1.    | Olympia-Qualif.-Turnier in Faenza    | Feder          | vor Beat Motzer, Schweiz und James Gruenwald |
| 2000 | 1.    | Olympia-Qualif.-Turnier in Taschkent | Feder          | vor Wlodzimierz Zawadzki, Yasushito Motoki, Japan und Hu Guohong, China |
| 2001 | 3.    | Welt-Cup in Levallois                | Feder          | hinter Seref Eroglu und Kevin Bracken, vor Sebastien Hidalgo, Frankreich |
| 2004 | 6.    | Olympia-Qualif.-Turnier in Novi Sad  | Leicht         | Sieger: Nikolai Gergow, Bulgarien vor Parviz Zaidvand, Iran |
| 2004 | 8.    | Olympia-Qualif.-Turnier in Taschkent | Leicht         | Sieger: Juan Luis Marén vor Moises Sanchez Parra, Spanien |

## Erläuterungen
- alle Wettkämpfe im griechisch-römischen Stil
- WM = Weltmeisterschaft, EM = Europameisterschaft
- Federgewicht, bis 1996 bis 62 kg, von 1997 bis 2001 bis 63 kg, Leichtgewicht, seit 2002 bis 66 kg Körpergewicht